# Jack Duncliffe
Michael John Duncliffe (sinh ngày 17 tháng 9 năm 1947) là một cựu cầu thủ bóng đá người Anh có hơn 200 lần ra sân tại Football League thi đấu ở vị trí hậu vệ cho Brighton & Hove Albion, Grimsby Town và Peterborough United.